# Đội tuyển Davis Cup Honduras
Đội tuyển Davis Cup Honduras đại diện Honduras ở giải đấu quần vợt Davis Cup và được quản lý bởi Liên đoàn quần vợt Honduras.
Honduras hiện tại thi đấu ở Nhóm IV khu vực châu Mỹ. Thành tích tốt nhất của đội là thứ 5 năm Nhóm III.

## Lịch sử
Honduras lần đầu tiên tham gia Davis Cup vào năm 1998.

## Đội hình hiện tại
- Ricardo Pineda
- Keny Trucios
- Alejandro Obando
- Ricardo Lau Cooper